# Chiesa della Sacra Famiglia (Vigevano)
La chiesa della Sacra Famiglia era un edificio religioso sito a Vigevano.

## Descrizione e storia
La chiesa della Sacra Famiglia fu costruita in via Valletta Fogliano, oggi via Bretti, dopo che la Diocesi di Vigevano nel 1896 aveva acquistato la Villa del Mombello. Era una chiesa di dimensioni modeste, costituita da due altari laterali dedicati alla Madonna di Lourdes e a San Francesco e dall'altar maggiore con il gruppo in plastica raffigurante la Sacra Famiglia.
Date le esigue dimensioni, la chiesa fu demolita nel 1926 e sostituita dalla più grande Chiesa dei Cappuccini.